# Chicago Marathon 2015

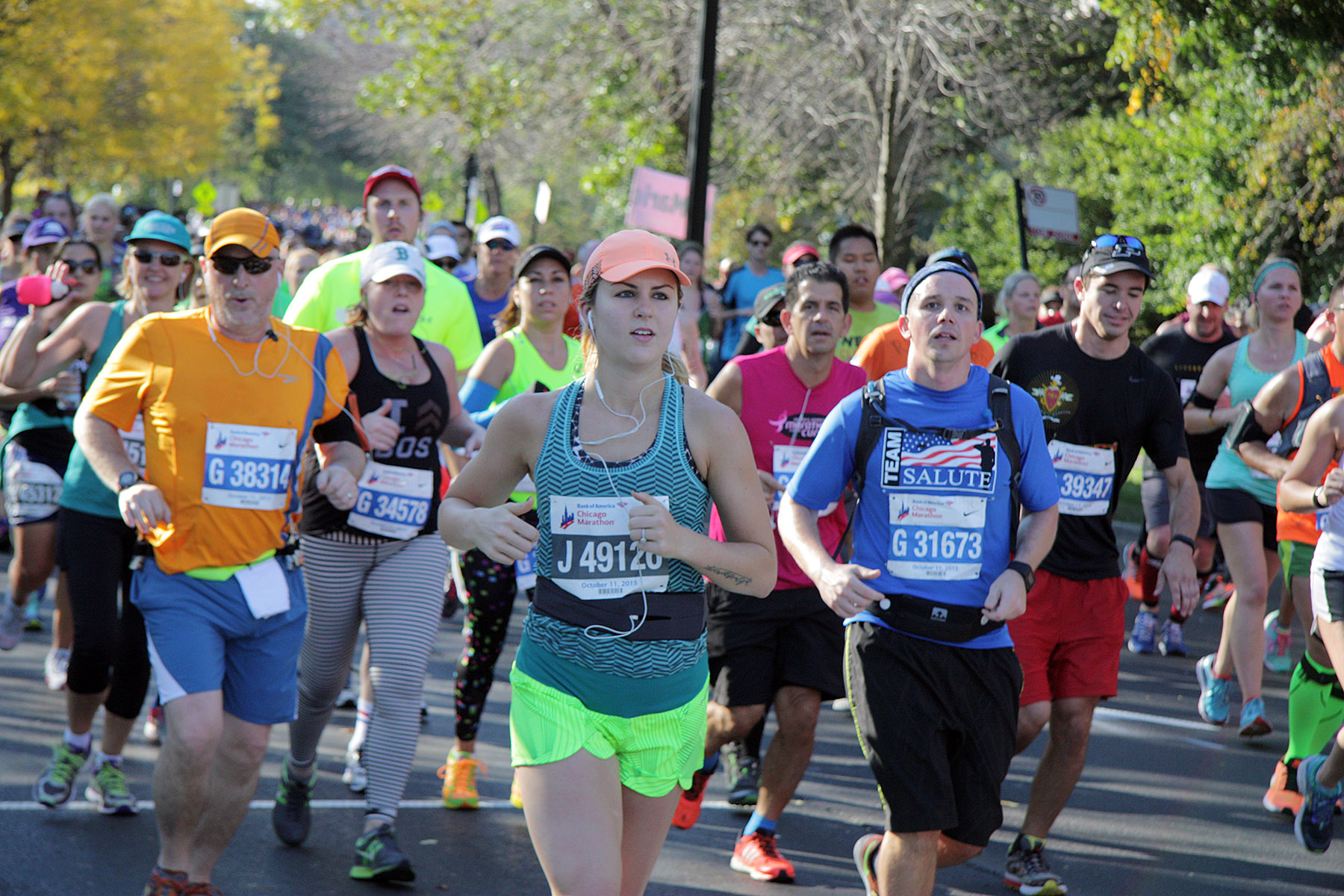
Lopers tijdens de wedstrijd.

De Chicago Marathon 2015 werd gelopen op zondag 11 oktober 2015. Het was de 38e editie van deze marathon. Het evenement had de status IAAF Gold Label Road Race.
De wedstrijd bij de mannen werd gewonnen door de Keniaan Dickson Chumba in 2:09.25. Zijn landgenoten Sammy Kitwara (2:09.50) en Samuel Ndungu (2:10.06) zorgden ervoor, dat het podium volledig Keniaans was. Bij de vrouwen won Florence Kiplagat de wedstrijd in 2:23.33. Het was veertien jaar geleden dat zowel de eerste man als de eerste vrouw bij deze wedstrijd uit Kenia kwamen. De als zevende geëindigde Amerikaanse Deena Kastor verbeterde met haar 2:27.47 het Amerikaanse record voor W40.
Het prijzengeld bij deze wedstrijd was hoog. De eerste man en eerste vrouw wonnen respectievelijk $ 100.000 en $ 105.000 voor hun prestaties.
In totaal finishten er 37182 marathonlopers, waarvan 20144 mannen en 17038 vrouwen.

## Uitslagen

### Mannen
| rang   | naam                | land | tijd    |
| ------ | ------------------- | ---- | ------- |
| Goud   | Dickson Chumba      | KEN  | 2:09.25 |
| Zilver | Sammy Kitwara       | KEN  | 2:09.50 |
| Brons  | Samuel Ndungu       | KEN  | 2:10.06 |
| 4      | Birhanu Gebre       | ETH  | 2:10.07 |
| 5      | Luke Puskedra       | USA  | 2:10.24 |
| 6      | Wesley Korir        | KEN  | 2:10.39 |
| 7      | Elkana Kibet        | USA  | 2:11.31 |
| 8      | Lucas Kimeli        | KEN  | 2:13.39 |
| 9      | Abera Kuma          | ETH  | 2:13.44 |
| 10     | Fernando Cabada     | USA  | 2:15.36 |
| 11     | Liam Adams          | AUS  | 2:16.29 |
| 12     | Malcolm Richards    | USA  | 2:16.41 |
| 13     | Scott Wietecha      | USA  | 2:17.02 |
| 14     | Robyn Watson        | CAN  | 2:17.21 |
| 15     | Tony Migliozzi      | USA  | 2:17.44 |
| 16     | Chris Lemon         | USA  | 2:18.06 |
| 17     | Zachary Ripley      | USA  | 2:18.26 |
| 18     | Scott Macpherson    | USA  | 2:18.34 |
| 19     | Ethan Shaw          | USA  | 2:19.33 |
| 20     | Patrick Geoghegen   | USA  | 2:19.38 |
| 21     | Satoshi Yoshii      | JPN  | 2:20.33 |
| 22     | Shogo Kanezane      | JPN  | 2:20.40 |
| 24     | Cesar-Andres Lizano | CRC  | 2:21.09 |
| 25     | Kevin Havel         | USA  | 2:21.57 |

### Vrouwen
| rang   | naam                     | land | tijd    |
| ------ | ------------------------ | ---- | ------- |
| Goud   | Florence Kiplagat        | KEN  | 2:23.33 |
| Zilver | Yebergual Melesse        | ETH  | 2:23.43 |
| Brons  | Birhane Dibaba           | ETH  | 2:24.24 |
| 4      | Kayoko Fukushi           | JPN  | 2:24.25 |
| 5      | Mulu Seboka              | ETH  | 2:24.40 |
| 6      | Meskerem Assefa          | ETH  | 2:25.11 |
| 7      | Deena Kastor             | USA  | 2:27.47 |
| 8      | Diane Nukuri             | BDI  | 2:29.13 |
| 9      | Jessica Petersson        | DEN  | 2:30.07 |
| 10     | Sara Hall                | USA  | 2:31.14 |
| 11     | Susan Partridge          | SCO  | 2:31.31 |
| 12     | Sarah Crouch             | USA  | 2:32.51 |
| 13     | Fionnuala Mccormack      | IRL  | 2:33.15 |
| 14     | Monika Juodeskaite       | LTU  | 2:34.29 |
| 15     | Maritza Arenas           | MEX  | 2:38.21 |
| 16     | Tera Moody               | USA  | 2:39.32 |
| 17     | Rachel Hyland            | USA  | 2:41.26 |
| 18     | Laura Hamish             | USA  | 2:42.09 |
| 19     | Erin Moeller             | USA  | 2:42.27 |
| 20     | Amy Haney                | USA  | 2:44.02 |
| 21     | Lauren Kersjes           | USA  | 2:44.28 |
| 22     | Marie-Elena Calle        | ECU  | 2:44.33 |
| 23     | Yolimar-Elizabeth Pineda | VEN  | 2:44.52 |
| 24     | Taylor Ward              | USA  | 2:45.01 |
| 25     | Alexandra Bernardi       | USA  | 2:45.50 |

1977 ·
1978 ·
1979 ·
1980 ·
1981 ·
1982 ·
1983 ·
1984 ·
1985 ·
1986 ·
1987 ·
1988 ·
1989 ·
1990 ·
1991 ·
1992 ·
1993 ·
1994 ·
1995 ·
1996 ·
1997 ·
1998 ·
1999 ·
2000 ·
2001 ·
2002 ·
2003 ·
2004 ·
2005 ·
2006 ·
2007 ·
2008 ·
2009 ·
2010 ·
2011 ·
2012 ·
2013 · 
2014 · 
2015 · 
2016 · 
2017 · 
2018 · 
2019 · 
2021 · 
2022 · 
2023